# The Boy Friend
The Boy Friend (br: O Namoradinho) é uma comédia-musical anglo-britânica de 1971 dirigida por Ken Russell, estrelando Twiggy, Christopher Gable, Tommy Tune e Max Adrian, com uma participação não-creditada de Glenda Jackson. O filme é uma adaptação do musical The Boy Friend de Sandy Wilson, de 1954, de grande sucesso na Inglaterra.
Filmado na Inglaterra nos MGM-EMI Elstree Studios, ambientado na Riviera Francesa dos anos 1920 e considerado uma produção extravagante de uma fantasia exuberante, foi o primeiro filme de Russell depois de seu controvertido, censurado e premiado The Devils, que por ele recebeu o prêmio de Melhor Diretor da  National Board of Review. Nos Estados Unidos, entretanto, a versão original britânica sofreu um corte de 27 minutos, por ordem do executivo-chefe da MGM, Thomas Aubrey.

## Sinopse
"Polly Browne" (Twiggy) uma nervosa e tímida coordenadora de palco e atriz-substituta de um musical chamado "The Boy Friend", é obrigada a assumir o papel da atriz principal "Rita" (Glenda Jackson) que torceu o tornozelo e não pode atuar. O filme segue o desempenho de Polly, que é um desastre no palco e fora dele, à medida que o elenco compete pela atenção de "Cecil B. DeThrill" (Vladek Sheybal), um poderoso diretor de Hollywood – uma paródia do famoso diretor Cecil B. de Mille – que assiste ao musical na audiência. Ao mesmo tempo, acontece nos bastidores o romance entre Polly e "Tony Brockhurst" (Christopher Gable), o ator principal da peça.

## Elenco
- Twiggy - Polly Browne
- Christopher Gable - Tony Brockhurst
- Max Adrian - Max Mandeville aka Mr. Max / Lord Hubert Brockhurst

Polly (Twiggy) e Tony (Gable) numa cena do filme.

- Vladek Sheybal - De Thrill
- Tommy Tune - Tommy

## Recepção
O filme não teve boa bilheteria nos Estados Unidos, especialmente por causa do corte de mais de 20 minutos que sofreu na versão americana, mas mesmo assim foi indicado aos Oscars de Melhor Música, Melhor Trilha Sonora e Melhor Canção e a três categorias do Globo de Ouro. Twiggy, até então apenas uma modelo e fazendo sua estreia no cinema em um papel principal, foi considerada como tendo "desempenho inesperadamente encantador e delicioso" e premiada com dois Globos de Ouro por sua atuação, como Revelação do Ano e Melhor Atriz em Musical ou Comedia.